# David Gourd
Pour les articles homonymes, voir Gourd.
David Gourd, né le 10 février 1885 à Alfred et Plantagenet et mort le 29 décembre 1982 à Montréal, est un financier, marchand et homme politique canadien.

## Biographie
Né à Saint-Victor d'Alfred en Ontario, il devint député du Parti libéral du Canada dans la circonscription fédérale de Chapleau en 1945. 
En 1947, il fait valoir les possibilités économiques du nord québécois avec la richesse des gisements miniers et la nouvelle ligne de chemin de fer.  
Réélu en 1949 et en 1953, il ne se représenta pas en 1957.
Son frère, Joseph-Omer Gour, fut député fédéral de Russell en Ontario de 1945 à 1959.